# Saint-Hilaire-le-Châtel

Saint-Hilaire-le-Châtel este o comună în departamentul Orne, Franța. În 1 ianuarie 2022 avea o populație de 668 de locuitori.